# Botzum Farm
 (octobre 2020).
La Botzum Farm est une ferme américaine du comté de Summit, dans l'Ohio. Inscrite au Registre national des lieux historiques depuis le 21 octobre 1999, elle est protégée au sein du parc national de Cuyahoga Valley depuis la création de ce dernier en 2000.